# Stazione di Sihlwald
La stazione di Sihlwald è una stazione ferroviaria nella valle del Sihl nel comune di Horgen nel cantone svizzero di Zurigo, sulla Sihltalbahn, gestita dalla Sihltal Zürich Uetliberg Bahn (SZU). La stazione prende il nome dalla circostante foresta e riserva naturale Sihlwald, il cui centro visitatori è adiacente alla stazione.

## Storia
Sihlwald era il capolinea originale della Sihtalbahn, che fu aperta dalla stazione di Selnau a Zurigo nel 1892. Nel 1897 la Sihltalbahn fu prolungata alla stazione di Sihlbrugg collegandosi alla linea Zurigo-Lucerna della Schweizerische Nordostbahn (NOB). La stazione conserva una rimessa per locomotive risalente all'epoca di tale ampliamento della linea, che viene utilizzata dall'associazione ferroviaria storica Zürcher Museums-Bahn.

## Servizi
Oggi la stazione è il capolinea formale del servizio S4 della S-Bahn di Zurigo, anche se la maggior parte dei treni della S4 termina alla stazione di Langnau-Gattikon, con alcune corse prolungate a Sihlwald con cadenza oraria. Il tratto ferroviario da Sihlwald a Sihlbrugg con la sospensione del servizio suburbano nel 2006 non effettua più un servizio regolare di treni passeggeri e viene utilizzato occasionalmente, nei mesi estivi, dalla ferrovia storica Zürcher Museums-Bahn.
La stazione è dotata di due binari passanti e due binari tronchi diretti alla rimessa locomotive.

## Traffico
La stazione è servita dai seguenti treni della S-Bahn di Zurigo:
- S4 SZU) Zurigo (SZU) - Adliswil - Langnau-Gattikon - (Sihlwald)

Il servizio ha una cadenza di 20 minuti tra Zürich HB e Langnau-Gattikon con un treno ogni ora che continua a fino Sihlwald.
La stazione era in precedenza servita anche treni della linea S21 della S-Bahn di Zurigo:
- S21

Il servizio della S21 della SBB che raggiungeva la stazione è stato poi inglobato nella S24 dopo l'apertura del Weinbergtunnel.

## Galleria d'immagini

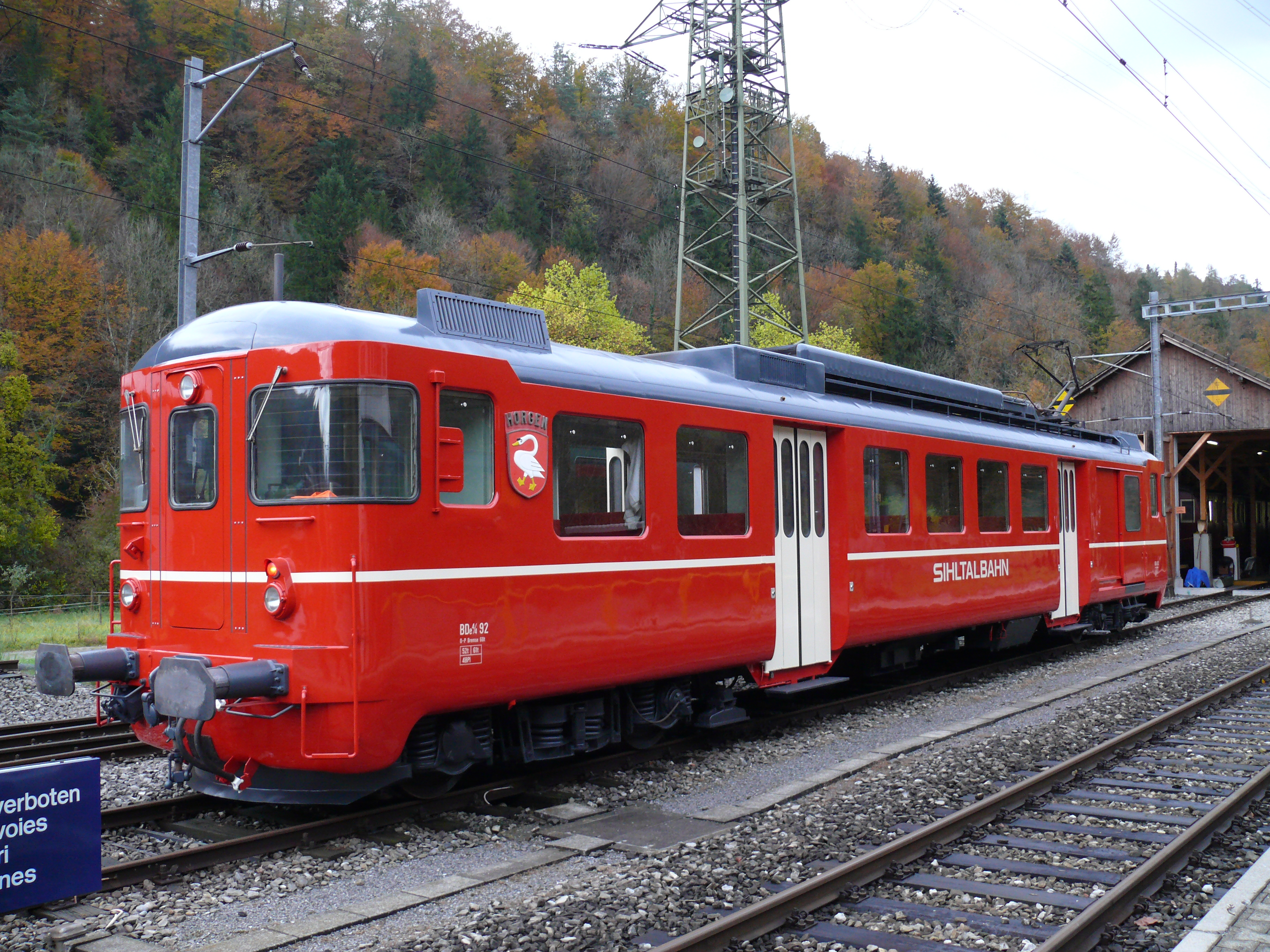
Treno della S4 in stazione
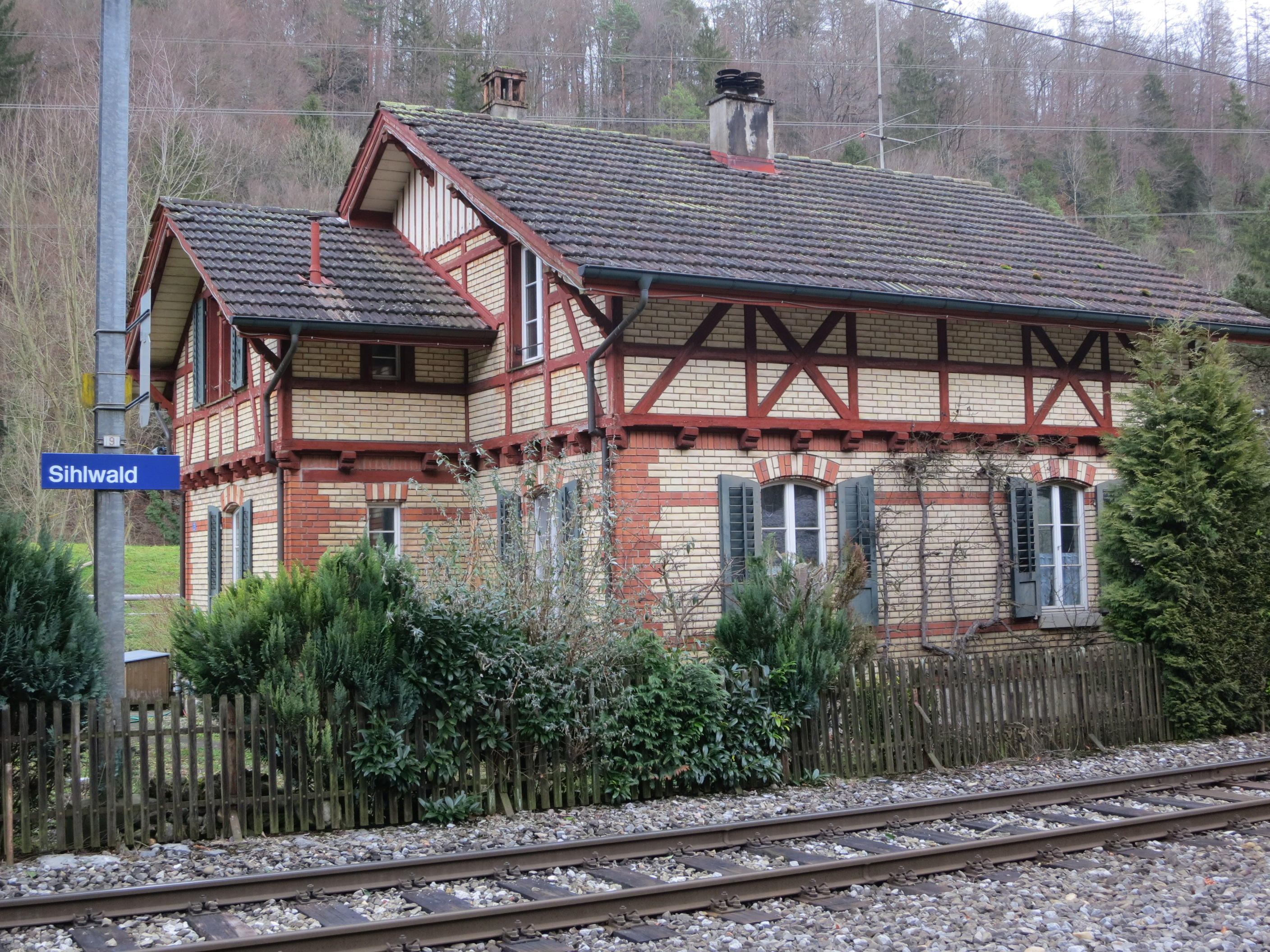
Casello all'ingresso della stazione
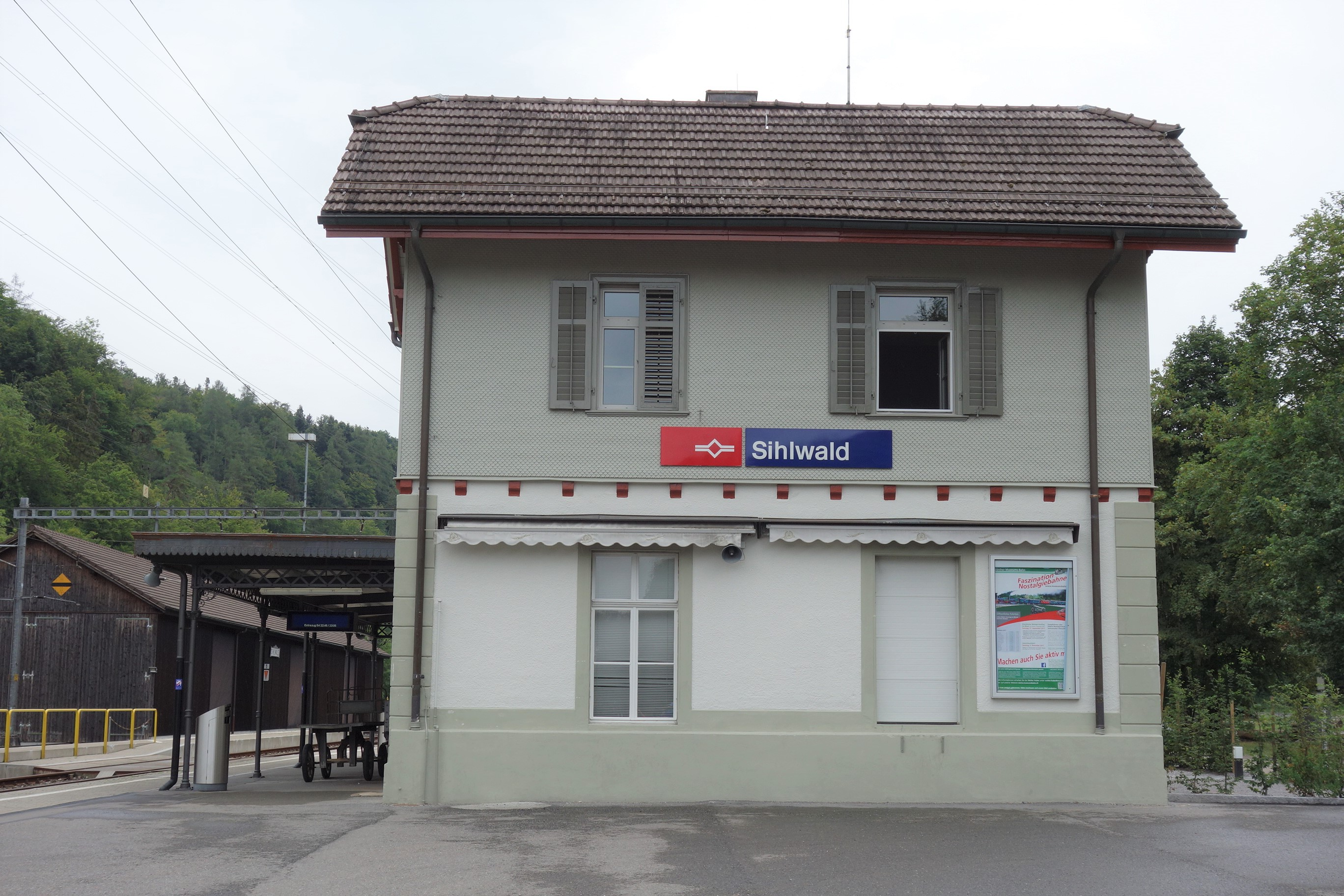
Il fabbricato viaggiatori
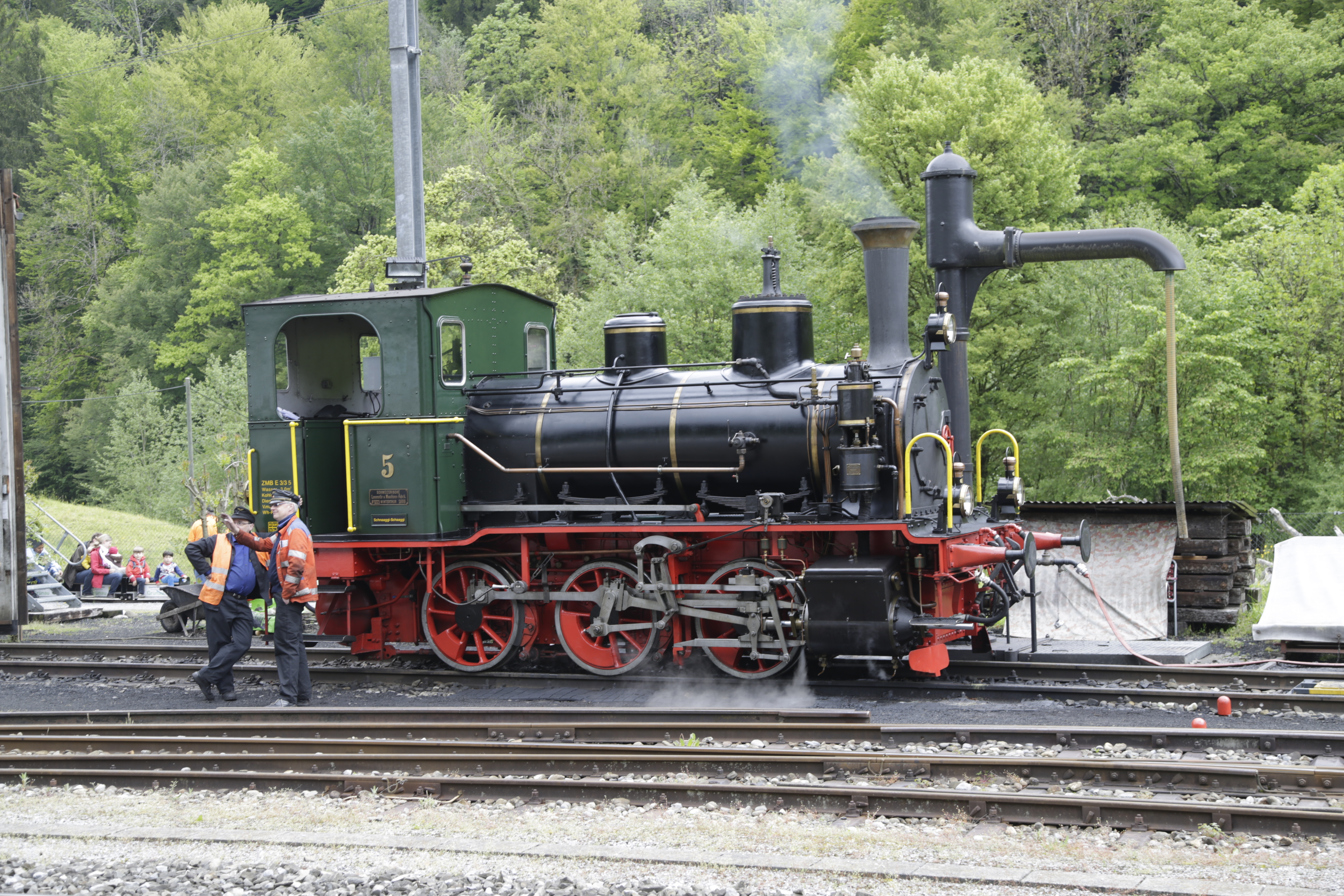
Locomotiva storica presso la colonna di rifornimento dell'acqua
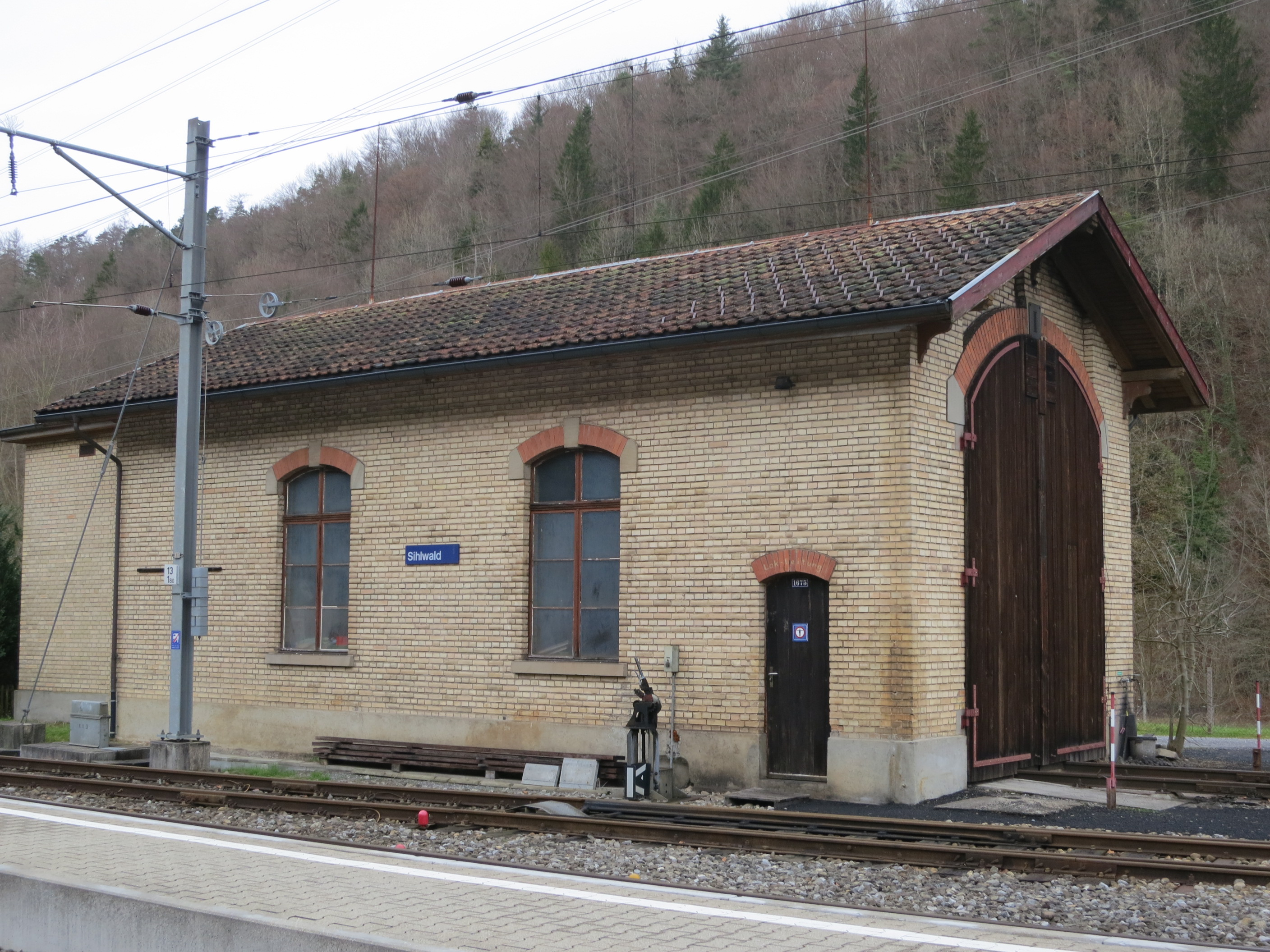
La rimessa locomotive